# Grecja na Mistrzostwach Świata w Lekkoatletyce 2011
Grecja na Mistrzostwach Świata w Lekkoatletyce 2011 była reprezentowana przez 12 zawodników.

## Wyniki reprezentantów Grecji

### Mężczyźni

#### Konkurencje biegowe
| Konkurencja        | Zawodnik               | Eliminacje | Eliminacje | Półfinał | Półfinał | Finał    | Finał   |
| Konkurencja        | Zawodnik               | Rezultat   | Pozycja    | Rezultat | Pozycja  | Rezultat | Pozycja |
| ------------------ | ---------------------- | ---------- | ---------- | -------- | -------- | -------- | ------- |
| 110 m przez płotki | Konstandinos Duwalidis | 13.59      | 19.        |          |          |          |         |

#### Konkurencje techniczne
| Konkurencja    | Zawodnik               | Eliminacje | Eliminacje | Finał    | Finał   |
| Konkurencja    | Zawodnik               | Rezultat   | Pozycja    | Rezultat | Pozycja |
| -------------- | ---------------------- | ---------- | ---------- | -------- | ------- |
| skok w dal     | Luis Tsatumas          | 8.01 m     | 14.        |          |         |
| skok wzwyż     | Dimitrios Chondrokukis | 2.31 m     | 1. Q       | 2.32 m   | 5.      |
| skok wzwyż     | Konstandinos Baniotis  | 2.28 m     | 15.        |          |         |
| skok o tyczce  | Konstandinos Filipidis | 5.65 m     | 1. Q       | 5.75 m   | 6.      |
| rzut oszczepem | Jerwasios Filipidis    | 76.66 m    | 21.        |          |         |
| rzut oszczepem | Spiridon Lembesis      | 73.35 m    | 30.        |          |         |

### Kobiety

#### Konkurencje biegowe
| Konkurencja           | Zawodnik        | Półfinał | Półfinał | Finał    | Finał   |
| Konkurencja           | Zawodnik        | Rezultat | Pozycja  | Rezultat | Pozycja |
| --------------------- | --------------- | -------- | -------- | -------- | ------- |
| 3000 m z przeszkodami | Irini Kokinariu | 10:15.18 | 32.      |          |         |

#### Konkurencje techniczne
| Konkurencja   | Zawodnik               | Eliminacje | Eliminacje | Finał    | Finał   |
| Konkurencja   | Zawodnik               | Rezultat   | Pozycja    | Rezultat | Pozycja |
| ------------- | ---------------------- | ---------- | ---------- | -------- | ------- |
| trójskok      | Paraskiewi Papachristu | 14.05 m    | 16.        |          |         |
| trójskok      | Niki Paneta            | 13.97 m    | 20.        |          |         |
| skok o tyczce | Nikoleta Kiriakopulu   | 4.55 m     | 10. Q      | 4.65 m   | 8.      |
| rzut młotem   | Aleksandra Papajeorjiu | 66.77 m    | 22.        |          |         |